# Kościół św. Jana Chrzciciela w Potoku Górnym
Kościół św. Jana Chrzciciela – rzymskokatolicki kościół parafialny należący do parafii pod tym samym wezwaniem (dekanat Tarnogród diecezji zamojsko-lubaczowskiej).

## Historia
Obecna świątynia w stylu barokowym została wzniesiona w latach 1743−1754, głównie z fundacji ówczesnego proboszcza, księdza Grzegorza S. Jastrzębskiego, Teresy Zamoyskiej i Grabińskich. Budowla została konsekrowana w dniu 11 lipca 1754 roku przez biskupa Wacława Hieronima Sierakowskiego. Kościół był remontowany w 1922 i 1935 roku. Podczas remontu w latach 1936−1939 został wykonany nowy sufit żelbetonowy, natomiast dach został pokryty blachą. W 1956 roku świątynia została odnowiona we wnętrzu i na zewnątrz (wówczas została zamalowana stara polichromia). W latach 1958–1960 i 1973 ponownie budowla była odnawiana. W latach 1990−1993 świątynia została gruntownie wyremontowana.

## Wyposażenie

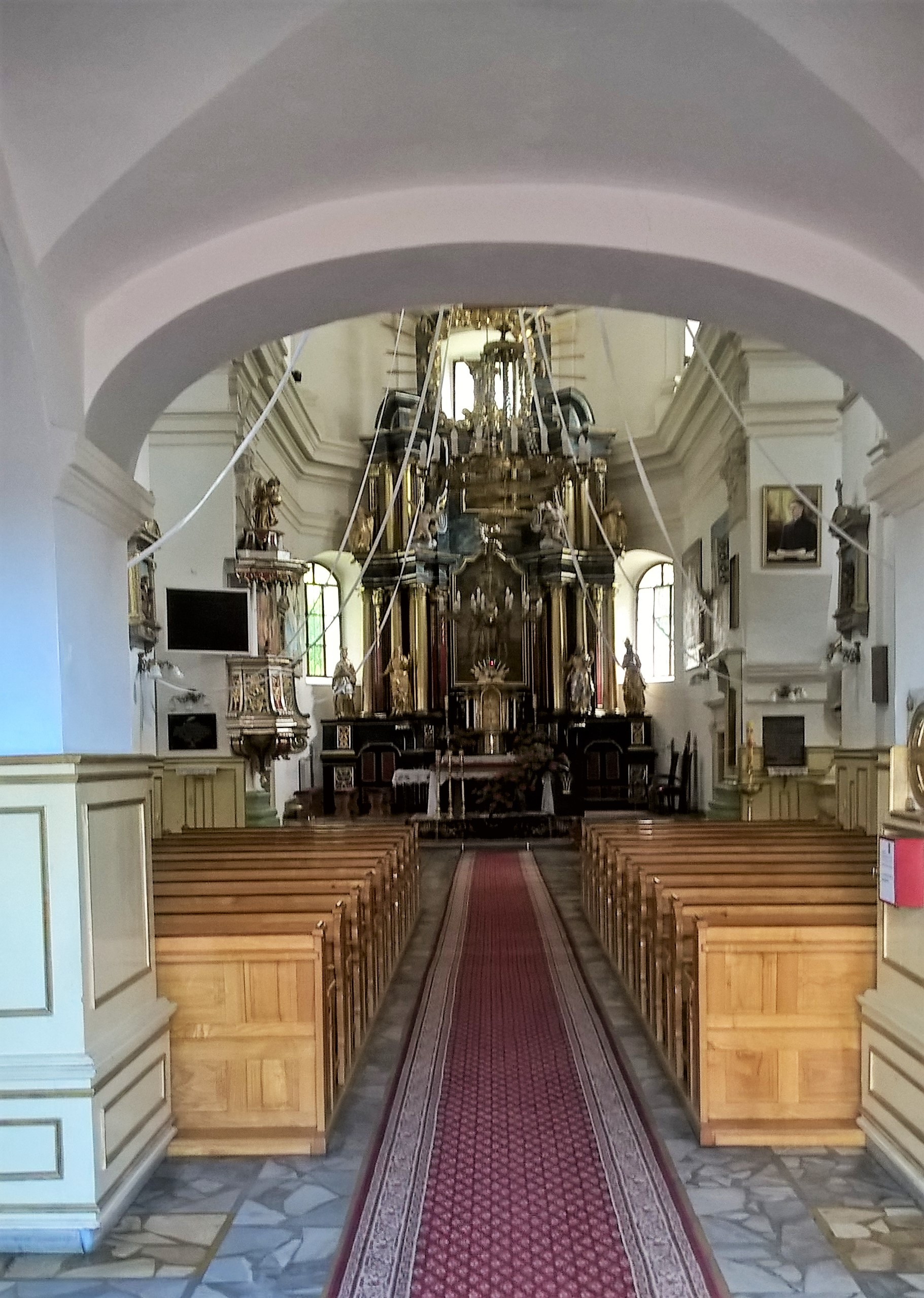
Wnętrze świątyni

### Ołtarze

#### Ołtarz główny
Ołtarz główny w stylu barokowym został wykonany w połowie XVIII wieku, jest dwukondygnacyjny, posiada ornamentację regencyjną oraz rzeźby św. Anny, Ignacego Loyoli, Jana Nepomucena i Symeona. W zwieńczeniu jest umieszczony Bóg Ojciec z obrazami: chrztu Pana Jezusa (z dawnej świątyni drewnianej) oraz św. Kazimierza Królewicza z tego samego okresu. Na tabernakulum znajduje się obraz Ostatniej Wieczerzy.

#### Ołtarze boczne
Na dwóch ołtarzach bocznych powstałych w połowie XVIII wieku są umieszczone rzeźby w stylu rokokowym proroków, świętych i aniołów oraz obrazy: Matki Boskiej Szkaplerznej namalowany w 1609 roku i św. Michała Archanioła powstały w XVIII wieku.
Na dwóch następnych ołtarzach, zapewne z XIX wieku, znajdują się obrazy Wniebowstąpienia, św. Walentego na zasuwie i św. Marii Magdaleny w zwieńczeniu.

### Pozostałe
- Ambona reprezentuje styl regencji i jest ozdobiona rzeźbą Boga Ojca na baldachimie.
- Chrzcielnica w stylu klasycystycznym jest ozdobiona obrazem Chrztu Chrystusa, namalowanym w XVIII wieku. W zwieńczeniu jest umieszczony obraz Boga Ojca powstały w XVIII wieku.
- Pod chórem, na filarze, jest umieszczona tablica ku czci pomordowanych w czasie II wojny światowej.
- Świątynia posiada także rokokowe rzeźby: krucyfiks w stylu barokowym, powstały w XVIII wieku oraz Matka Boska i Chrystus Zmartwychwstały. Ten styl reprezentują również monstrancja i kielich.
- W kościele można również zobaczyć epitafium marmurowe Wincentego Alfonsa Rasciusa i jego małżonki Anieli z Wodzickich[3].